# Formazione dei Lynyrd Skynyrd
I Lynyrd Skynyrd sono una delle più influenti band della storia del rock e, nella loro carriera che dura dal 1964, hanno avuto numerose formazioni contando 28 membri ufficiali e numerosi musicisti live e di supporto.
La formazione della band più nota è stata quella nata nel 1964 e che, con alcuni cambi di formazione, è durata fino al noto incidente aereo del 1977 che uccise tre membri del gruppo tra i quali il frontman Ronnie Van Zant.

## Membri ufficiali

### Membri attuali (al 2024)
| Nome               | Anni attivi         | Strumenti                                                 | Contributi discografici                                                                        |
| ------------------ | ------------------- | --------------------------------------------------------- | ---------------------------------------------------------------------------------------------- |
| Rickey Medlocke    | 1971–1972 1996–oggi | chitarra (1972; 1996-oggi) batteria (1971-1972) mandolino | - Street Survivors (1977) - First and... Last (1978) - tutte le uscite da Twenty (1997) in poi |
| Johnny Van Zant    | 1987-oggi           | voce principale e frontman                                | tutte le uscite da Southern by the Grace of God (1988) in poi                                  |
| Michael Cartellone | 1999-oggi           | batteria                                                  | tutte le uscite da Edge of Forever (1999) in poi                                               |
| Mark Matejka       | 2006-oggi           | chitarra voce                                             | tutte le uscite da God & Guns (2009) in poi                                                    |
| Peter Keys         | 2009-oggi           | tastiere                                                  | tutte le uscite da Last of a Dyin' Breed (2012) in poi                                         |
| Keith Christopher  | 2017-oggi           | basso                                                     | Last of the Street Survivors Farewell Tour – Lyve! (2019)                                      |
| Damon Johnson      | 2023-oggi           | chitarra                                                  | nessuno fino ad oggi                                                                           |

### Ex membri ufficiali
| Nome             | Anni attivi                                | Strumenti                  | Contributi discografici |
| ---------------- | ------------------------------------------ | -------------------------- | --- |
| Gary Rossington  | 1964–1977 1987–2023 (data della sua morte) | chitarra                   | tutte le uscite della band |
| Allen Collins    | 1964-1977 1987-1990 (data della sua morte) | chitarra                   | tutte le uscite di Lynyrd Skynyrd da "Need All My Friends"(1968) a Legend (1987) |
| Ronnie Van Zant  | 1964-1977 (fino alla sua morte)            | voce principale e frontman | tutte le uscite di Lynyrd Skynyrd da "Need All My Friends"(1968) a Legend (1987) |
| Bob Burns        | 1964–1971 1972–1974 (morto nel 2015)       | batteria                   | - "Need All My Friends" (1968) - Pronounced 'Lĕh-'nérd 'Skin-'nérd) (1973) – "tutti tranne "Tuesday's Gone" e "Mississippi Kid" - Second Helping (1974) – tutti tranne "I Need You" - Skynyrd's First and...Last (1978) - Legend (1987) - Lynyrd Skynyrd (1991) - Collectybles (2000) |
| Larry Junstrom   | 1964-1971 (morto nel 2019)                 | basso                      | - "Need All My Friends" / "Michelle" (1968) - Lynyrd Skynyrd (1991) - Collectybles (2000) |
| Greg T. Walker   | 1971-1972                                  | basso                      | - Street Survivors (1977) – "One More Time" - First and... Last (1978) |
| Leon Wilkeson    | 1972–1973 1987–2001 (fino alla sua morte)  | basso                      | - tutte le uscite di Lynyrd Skynyrd da Second Helping (1974) – tutte tranne "I Need You" e "Don't Ask Me No Questions" a Edge of Forever (1999) - Vicious Cycle (2003) – solo "The Way" e "Lucky Man"                                                                                 |
| Billy Powell     | 1972–1977 1987–2009 (fino alla sua morte)  | tastiere                   | tutte le uscite di Lynyrd Skynyrd da (Pronunciato 'Lĕh-'nérd 'Skin-'nérd) (1973)a Live from Freedom Hall (2010) |
| Ed King          | 1972–1975 1991–1996 (morto nel 2018)       | chitarra basso             | - Pronounced 'Lĕh-'nérd 'Skin-'nérd) (1973) - Second Helping (1974) - Nuthin' Fancy (1975) - tutti da Skynyrd's First and... last (1978) a Southern Knights (1996) |
| Artimus Pyle     | 1975–1977 1987–1991                        | batteria                   | tutte le uscite da Nuthin' Fancy (1975) a Lynyrd Skynyrd 1991 (1991),tranne Skynyrd's First and... Last (1978) |
| Steve Gaines     | 1976-1977 (fino alla sua morte)            | chitarra                   | - One More from the Road (1976) - Street Survivors (1977) - Legend (1987) |
| Randall Hall     | 1987-1993                                  | chitarra                   | - Southern by the Grace of God (1988) - Lynyrd Skynyrd 1991 (1991) - The Last Rebel (1993) |
| Kurt Custer      | 1991-1994                                  | batteria                   | The Last Rebel (1993) |
| Mike Estes       | 1993-1996                                  | chitarra cori              | - Endangered Species (1994) - Southern Knights (1996) |
| Owen Hale        | 1994-1998                                  | batteria                   | - Endangered Species (1994) - Southern Knights (1996) - Twenty (1997) - Lyve from Steel Town (1998) |
| Hughie Thomasson | 1996-2005 (morto nel 2007)                 | chitarra voce              | tutte le uscite da Twenty (1997) a Lynyrd Skynyrd Lyve: The Vicious Cycle Tour (2003) |
| Jeff McAllister  | 1998-1999                                  | tamburi                    | nessuno |
| Kenny Aronoff    | 1999                                       | tamburi                    | Edge of Forever (1999) |
| Ean Evans        | 2001-2009 (fino alla sua morte)            | basso voce                 | tutte le uscite da Vicious Cycle (2003)a Vivere da Freedom Hall (2010) |
| Robert Kearns    | 2009-2012                                  | basso voce                 | nessuno |
| Johnny Colt      | 2012-2017                                  | basso voce                 | - One More for the Fans (2015) - Pronunciato 'Lĕh-'nérd 'Skin-'nérd & Second Helping Live da Jacksonville al Florida Theatre (2015) |

## Altri collaboratori
I collaboratori del gruppo (sia di registrazione che nei concerti) non vengono considerati membri ufficiali

### Attuali musicisti di supporto (al 2024)
| Nome                   | Anni attivi                                | Strumenti |
| ---------------------- | ------------------------------------------ | --------- |
| Dale Krantz-Rossington | 1987-oggi                                  | coristi   |
| Carol Chase            | 1996-oggi                                  | coristi   |
| Stacy Michelle         | 2023-oggi(sostitura del touring 2022-2023) | coristi   |

### Ex musicisti d supporto
| Nome               | Anni attivi                     | Strumenti |
| ------------------ | ------------------------------- | --------- |
| Cassie Gaines      | 1975-1977 (fino alla sua morte) | coristi   |
| JoJo Billingsley   | 1975-1977(morto nel 2010)       | coristi   |
| Leslie Hawkins     | 1975-1977                       | coristi   |
| Carol Bristow      | 1987-1988                       | coristi   |
| Debbie Bailey      | 1991-1994                       | coristi   |
| Debbie Davis-Estes | 1994-1996                       | coristi   |

### Sostituti provvisori (in concerto)
| Nome                    | Anni attivi                          | Strumenti | Note |
| ----------------------- | ------------------------------------ | --------- | --- |
| Byron Glover            | 1975-1987 1988-1993 (morto nel 2010) | chitarra  | Glover si è esibito con la band dopo l'abbandono di Ed King. È anche apparso sui dischi dal vivo: - Atlanta Live 93' VHS (1993) - Skynyrd Frynds (1994) |
| Greg Martin             | 1992                                 | chitarra  | Martin ha sostituito Ed King in diverse date del tour della band del 1992                                                                               |
| Tim Lindsey             | 1993                                 | basso     | Lindsey ha sostituito Wilkeson in diversi spettacoli nel 1993 durante il "The Last Rebel Tour".                                                         |
| Rick Wills              | 1999                                 | basso     | Wills ha sostituito Wilkeson in diversi spettacoli nel luglio 1999 durante l'"Edge of Forever Tour".                                                    |
| Pat Buchanan            | 2007                                 | chitarra  | Pat ha sostituito Gary Rossington nel 2007 |
| Raquel Jonsen (Johnson) | 2007 2021-2022                       | cori      | Raquel ha sostituito Gary Rossington nel 2007 e nel biennio 2021-2022                                                                                   |
| Joey Huffman            | 2008                                 | tastiere  | Huffman ha sostituito Powell in diversi spettacoli nel 2008 durante il "Rock & Rebels Tour".                                                            |

## Lista delle formazioni
In grassetto sono evidenziati i membri della band che si sono aggiunti rispetto alla formazione precedente
| Periodo                                     | Membri |
| ------------------------------------------- | --- |
| Giugno 1964 – Febbraio 1971                 | - Ronnie Van Zant – voce - Gary Rossington – chitarra - Allen Collins – chitarra - Larry Junstrom – basso - Bob Burns – batteria |
| Febbraio 1971-aprile 1972                   | - Ronnie Van Zant – voce principale - Gary Rossington – chitarra - Allen Collins – chitarra - Greg T. Walker – basso, cori - Rickey Medlocke – batteria, voce                                                                                            |
| Aprile 1972 - Giugno 1972                   | - Ronnie Van Zant – voce principale - Gary Rossington – chitarra - Allen Collins – chitarra - Rickey Medlocke – chitarra, voce - Leon Wilkeson – basso, cori - Bob Burns – batteria                                                                      |
| Giugno 1972 - Agosto 1972                   | - Ronnie Van Zant – voce principale - Gary Rossington – chitarra - Allen Collins – chitarra - Leon Wilkeson – basso, cori - Bob Burns – batteria |
| Agosto 1972 - Ottobre 1972                  | - Ronnie Van Zant – voce principale - Gary Rossington – chitarra - Allen Collins – chitarra - Leon Wilkeson – basso, cori - Bob Burns – batteria - Billy Powell – tastiere, pianoforte                                                                   |
| Ottobre 1972 – giugno 1973                  | - Ronnie Van Zant – voce principale - Gary Rossington – chitarra - Allen Collins – chitarra - Ed King – basso, chitarra, cori - Bob Burns – batteria - Billy Powell – tastiere, pianoforte                                                               |
| Giugno 1973 – gennaio 1975                  | - Ronnie Van Zant – voce principale - Gary Rossington – chitarra - Allen Collins – chitarra - Ed King – chitarra, cori - Leon Wilkeson – basso, cori - Bob Burns – batteria - Billy Powell – tastiere, pianoforte                                        |
| Gennaio – Maggio 1975                       | - Ronnie Van Zant – voce principale - Gary Rossington – chitarra - Allen Collins – chitarra - Ed King – chitarra, cori - Leon Wilkeson – basso, cori - Artimus Pyle – batteria, percussioni - Billy Powell – tastiere, pianoforte                        |
| Maggio 1975 – giugno 1976                   | - Ronnie Van Zant – voce principale - Gary Rossington – chitarra - Allen Collins – chitarra - Leon Wilkeson – basso, cori - Artimus Pyle – batteria, percussioni - Billy Powell – tastiere, pianoforte                                                   |
| Giugno 1976 – ottobre 1977                  | - Ronnie Van Zant – voce principale - Gary Rossington – chitarra - Allen Collins – chitarra - Steve Gaines – chitarra, voce - Leon Wilkeson – basso, cori - Artimus Pyle – batteria, percussioni - Billy Powell – tastiere, pianoforte                   |
| Band inattiva ottobre 1977 – gennaio 1979   | |
| Gennaio 1979                                | - Gary Rossington – chitarra - Allen Collins – chitarra - Artimus Pyle – batteria, percussioni - Billy Powell – tastiere, pianoforte |
| Band inattiva Gennaio 1979 – 19 giugno 1987 | |
| 19 giugno 1987 – agosto 1991                | - Johnny Van Zant – voce principale - Gary Rossington – chitarra - Ed King – chitarra, cori - Randall Hall – chitarra, cori - Leon Wilkeson – basso, cori - Artimus Pyle – batteria, percussioni - Billy Powell – tastiere, pianoforte                   |
| Agosto 1991 – giugno 1993                   | - Johnny Van Zant – voce principale - Gary Rossington – chitarra - Ed King – chitarra, cori - Randall Hall – chitarra, cori - Leon Wilkeson – basso, cori - Kurt Custer – batteria, percussioni - Billy Powell – tastiere, pianoforte                    |
| Agosto 1993-marzo 1994                      | - Johnny Van Zant – voce principale - Gary Rossington – chitarra - Ed King – chitarra, cori - Mike Estes – chitarra, cori - Leon Wilkeson – basso, cori - Kurt Custer – batteria, percussioni - Billy Powell – tastiere, pianoforte                      |
| Aprile 1994 – Maggio 1996                   | - Johnny Van Zant – voce principale - Gary Rossington – chitarra - Ed King – chitarra, cori - Mike Estes – chitarra, cori - Leon Wilkeson – basso, cori - Owen Hale – batteria, percussioni - Billy Powell – tastiere, pianoforte                        |
| Maggio 1996 – ottobre 1998                  | - Johnny Van Zant – voce principale - Gary Rossington – chitarra - Rickey Medlocke – chitarra, cori - Hughie Thomasson – chitarra, cori - Leon Wilkeson – basso, cori - Owen Hale – batteria, percussioni - Billy Powell – tastiere, pianoforte          |
| Ottobre 1998 – Febbraio 1999                | - Johnny Van Zant – voce principale - Gary Rossington – chitarra - Rickey Medlocke – chitarra, cori - Hughie Thomasson – chitarra, cori - Leon Wilkeson – basso, cori - Jeff McAllister – batteria - Billy Powell – tastiere, pianoforte                 |
| Febbraio-Aprile-1999                        | - Johnny Van Zant – voce principale - Gary Rossington – chitarra - Rickey Medlocke – chitarra, cori - Hughie Thomasson – chitarra, cori - Leon Wilkeson – basso, cori - Kenny Aronoff – batteria - Billy Powell – tastiere, pianoforte                   |
| Aprile -1999 – luglio 2001                  | - Johnny Van Zant – voce principale - Gary Rossington – chitarra - Rickey Medlocke – chitarra, cori - Hughie Thomasson – chitarra, cori - Leon Wilkeson – basso, cori - Michael Cartellone – batteria, percussioni - Billy Powell – tastiere, pianoforte |
| Agosto 2001 – Aprile 2005                   | - Johnny Van Zant – voce principale - Gary Rossington – chitarra - Rickey Medlocke – chitarra, cori - Hughie Thomasson – chitarra, cori - Ean Evans – basso, cori - Michael Cartellone – batteria, percussioni - Billy Powell – tastiere, pianoforte     |
| Aprile 2005 – marzo 2006                    | - Johnny Van Zant – voce principale - Gary Rossington – chitarra - Rickey Medlocke – chitarra, cori - Ean Evans – basso, cori - Michael Cartellone – batteria, percussioni - Billy Powell – tastiere, pianoforte                                         |
| Marzo 2006 – gennaio 2009                   | - Johnny Van Zant – voce principale - Gary Rossington – chitarra - Rickey Medlocke – chitarra, cori - Mark Matejka – chitarra, cori - Ean Evans – basso, cori - Michael Cartellone – batteria, percussioni - Billy Powell – tastiere, pianoforte         |
| Febbraio – Maggio 2009                      | - Johnny Van Zant – voce principale - Gary Rossington – chitarra - Rickey Medlocke – chitarra, cori - Mark Matejka – chitarra, cori - Ean Evans – basso, cori - Michael Cartellone – batteria, percussioni - Peter Keys – tastiere, pianoforte           |
| Giugno 2009 – maggio 2012                   | - Johnny Van Zant – voce principale - Gary Rossington – chitarra - Rickey Medlocke – chitarra, cori - Mark Matejka – chitarra, cori - Robert Kearns – basso, cori - Michael Cartellone – batteria, percussioni - Peter Keys – tastiere, pianoforte       |
| Maggio 2012 – Giugno 2017                   | - Johnny Van Zant – voce principale - Gary Rossington – chitarra - Rickey Medlocke – chitarra, cori - Mark Matejka – chitarra, cori - Johnny Colt – basso, cori - Michael Cartellone – batteria, percussioni - Peter Keys – tastiere, pianoforte         |
| Giugno 2017 – marzo 2023                    | - Johnny Van Zant – voce principale - Gary Rossington – chitarra - Rickey Medlocke – chitarra, cori - Mark Matejka – chitarra, cori - Keith Christopher – basso - Michael Cartellone – batteria, percussioni - Peter Keys – tastiere, pianoforte         |
| Marzo 2023 – presente                       | - Johnny Van Zant – voce principale - Rickey Medlocke – chitarra, cori - Mark Matejka – chitarra, cori - Damon Johnson – chitarra - Keith Christopher – basso - Michael Cartellone – batteria, percussioni - Peter Keys – tastiere, pianoforte           |